# Общество истории науки
Общество истории науки (англ. History of Science Society) — начальная профессиональная организация для научного исследования истории науки и техники.
Основано в 1924 году Джорджем Сартоном и Лоренсом Хендерсоном — в первую очередь для поддержки публикаций журнала Исида, коий Сартон начал издавать в 1912 году. Он до сих пор выходит ежеквартально. 
Общество имеет более 3 тыс. членов по всему миру. Ежегодно проводятся конференции.
Наивысшее отличие, присуждаемое данным Обществом — George Sarton Medal, вручаемая ежегодно с 1955 года. Награжденные: Jane Maienschein (2024), Теодор Портер (2023), Margaret W. Rossiter (2022), Bernadette Bensaude-Vincent (2021), Jim Bennett (historian) (2020), M. Norton Wise (2019), Sally Gregory Kohlstedt (2018), Garland E. Allen (2017), Парк, Кэтрин (2016), Robert Fox (historian) (2015), Шейпин, Стивен (2014), Шаффер, Саймон (2013), Дастон, Лоррейн (2012), Роберт Джей Ричардс (2011), Michael McVaugh (2010), John E. Murdoch (2009), Ronald Numbers (2008).
Среди президентов: Richard Harrison Shryock (1941-1942).